# Cháridža
Cháridža (arabsky الخوارج‎) je název islámské sekty. Vznikla v roce 657 v době mocenského zápasu mezi Alím, Mohamedovým bratrancem a zetěm, a Mu'ávijou, bratrancem 3. chalífy Uthmána. Vojska obou mužů se střetla nedaleko Siffínu. Když začal mít Alí převahu, vyzval ho Mu'ávija k dohodě na základě rozsudku podle koránu, na což Alí přistoupil. Několik tisíc rozčarovaných příslušníků Alího armády vzápětí opustilo tábor, jelikož byli přesvědčeni, že v tomto případě patří rozsudek jedině Bohu. Tato skupina se uchýlila do Harúry, kde prohlásili Alího konání za nepřípustné, a v roce 661 jeden z příslušníků cháridži Abd ar-Rahmán Ibn Muldžam Alího zavraždil.
Při volbě dalších kandidátů na post chalífy cháridža zdůrazňovala etické kvality kandidáta bez ohledu na jeho původ. Chalífou se tak podle nich může stát každý, kdo žije v souladu s islámem. Na základě striktních interpretací islámského učení prohlásili ostatní muslimy za bezvěrce a sami přísně trestali vše, co podle nich nebylo v souladu s islámem. Od 7. století se cháridža začala dále štěpit. Umírnění členové založili skupinu ibádíja, která je dodnes činná především v Ománu, Libyi (Džabal Nafúsa) a v Tunisku (Džerba).
Pro jejich využívání takfíru (označování ostatních muslimů za nemuslimy) bývají v moderní době spojováni s islámskými extremisty jako je Islámský stát a al-Káida.